# The Best of Acoustic Jethro Tull
The Best of Acoustic Jethro Tull é um álbum acústico da banda de rock progressivo britânica Jethro Tull.
O álbum, laçado em 2007, faz uma releitura acústica das melhores músicas da banda.

## faixas
1. "Fat Man" - 2:51
2. "Life Is A Long Song" - 3:18
3. "Cheap Day Return" - 1:22
4. "Mother Goose" - 3:53
5. "Wond'ring Aloud" - 1:55
6. "Thick as a Brick (Intro) (Edit No 1)" - 3:03
7. "Skating Away (On The Thin Ice Of The New Day)" - 4:11
8. "Cold Wind To Valhalla (Intro)" - 1:29
9. "One White Duck / 010 = Nothing At All" - 4:38
10. "Salamander" - 2:51
11. "Jack In The Green" - 2:29
12. "Velvet Green" - 6:03
13. "Dun Ringill" - 2:41
14. "Jack Frost And The Hooded Crow" - 3:23
15. "Under Wraps 2" - 2:14
16. "Jack-A-Lynn" - 4:56
17. "Someday The Sun Won't Shine" - 2:01
18. "Broadford Bazaar" - 3:39
19. "The Water Carrier" - 2:56
20. "Rupi's Dance" - 3:01
21. "A Christmas Song" - 2:41
22. "Weathercock" - 4:20
23. "One Brown Mouse" (2006 version) - 3:41
24. "Pastime with Good Company (Live in Denmark)" - 4:13